# Teresa Pamuła
Teresa Pamuła z domu Hejnowicz (ur. 28 grudnia 1956 w Lubaczowie) – polska polityk, działaczka samorządowa, nauczycielka i urzędnik państwowy, posłanka na Sejm IX i X kadencji.

## Życiorys
Absolwentka Wydziału Ogrodniczego Akademii Rolniczej w Krakowie oraz studiów podyplomowych z zakresu wspólnej polityki rolnej.
Pracowała jako nauczycielka i animatorka kultury. Kierowała Gminnym Ośrodkiem Kultury w Horyńcu-Zdroju i Powiatowym Urzędem Pracy w Lubaczowie. Była przewodniczącą rady nadzorczej spółki z ograniczoną odpowiedzialnością „Uzdrowisko Horyniec”. Przez blisko 20 lat zawodowo związana z Agencją Restrukturyzacji i Modernizacji Rolnictwa, kierowała biurem powiatowym ARiMR w Jarosławiu. W 2016 została p.o. dyrektora, a następnie dyrektorem Podkarpackiego Oddziału Regionalnego Agencji Restrukturyzacji i Modernizacji Rolnictwa.
Członkini zarządu Klubu Inteligencji Katolickiej w Lubaczowie i Stowarzyszenia ROTA, przez dwa lata była liderką Szlachetnej Paczki w rejonie Lubaczowa.
W wyborach samorządowych w 1998 bezskutecznie ubiegała się o mandat radnej powiatu lubaczowskiego z listy Akcji Wyborczej Solidarność. W wyborach w 2015 bezskutecznie kandydowała do Sejmu z listy Prawa i Sprawiedliwości. W wyborach w 2018 została wybrana do Sejmiku Województwa Podkarpackiego z ramienia PiS; objęła funkcję wiceprzewodniczącej sejmiku VI kadencji. W wyborach parlamentarnych w 2019 uzyskała mandat poselski na Sejm IX kadencji z listy PiS w okręgu wyborczym nr 22, zdobywając 12 905 głosów. W wyborach w 2023 z powodzeniem ubiegała się o poselską reelekcję (zdobywając 15 273 głosy). W 2024 z ramienia PiS wystartowała w wyborach do Parlamentu Europejskiego z okręgu nr 9.

## Życie prywatne
Mężatka, ma troje dzieci. Zamieszkała w Lubaczowie.